# اوسینی (ساردینیا)
اوسینی (به ایتالیایی: Usini) یک کومونه در ایتالیا است که در استان ساساری واقع شده‌است.

## خصوصیات
اوسینی ۳۰٫۶۸ کیلومترمربع مساحت و ۴٬۲۰۰ نفر جمعیت دارد و ۲۰۰ متر بالاتر از سطح دریا واقع شده‌است.